# Улица Кирилла Разумовского (Чернигов)
Улица Кирилла Разумовского (укр. Вулиця Кирила Розумовського, до 2023 года — улица Рахматулина) — улица в Деснянском районе города Чернигова, исторически сложившаяся местность (район) Бобровица. Пролегает от улицы Озёрная до улицы Песчаная. 
Примыкают улицы Механизаторов, Речная, Дмитрия Бортнянского, Братьев Гарам, Школьная, Ивана Выговского (Малиновского), 1-й переулок Рахматулина, Шмидта.

## История
Луговая улица была проложена после Великой Отечественной войны и застроена индивидуальными домами.  
Для упорядочивания наименований улиц переименована, когда село Бобровица вошло в состав города, поскольку в Чернигове уже была улица с данным названием в исторической местности Лесковица. В 1974 году Луговая улица переименована на улица Рахматулина — в честь Героя Советского Союза Шамиля Саидовича Рахматулина. 
В 2016 году улица Ерёменко, расположенная параллельно и восточнее, переименована на Луговую улицу.
С целью проведения политики очищения городского пространства от топонимов, которые возвеличивают, увековечивают, пропагандируют или символизируют Российскую Федерацию,  30 марта 2023 года улица получила современное название — в честь гетмана Войска Запорожского Кирилла Григорьевича Разумовского, согласно Решению Черниговского городского совета № 30/VIII-4 «Про переименование улиц в городе Чернигове» («Про перейменування вулиць у місті Чернігові»). Кроме того, 1-й переулок Рахматулина и 2-й переулок Рахматулина были переименованы соответственно 1-й переулок Кирилла Разумовского и 2-й переулок Кирилла Разумовского.

## Застройка
Улица пролегает в северо-восточном направлении: от реки Десна, почти через всю Бобровицу — параллельно Сосновой улице. Улица расположена в пойме реки Десна. Парная и непарная стороны улицы заняты усадебной застройкой.
Учреждения: нет.